# Периптавето
Периптавето (Периптаве-То) — озеро термокарстового происхождения на северо-востоке Гыданского полуострова на крайнем севере Западной Сибири. Находится к северо-западу от озера Ямбуто. Площадь 97,2 км². Длина озера составляет 16,2 км, максимальная ширина в центральной части — 11,7 км. Глубина озера достигает 28 м. Высота над уровнем моря — 10 м. Обширные отмели, на севере большой мелководный залив. Практически все берега, кроме северного, обрывистые.
Название происходит от ненецкого пяртабе или пярцабе, что означает «большая сопка, поросшая кустарником» — часто встречающаяся форма рельефа в окрестностях озера.
Через озеро протекает река Есяяха, впадающая в Юрацкую губу Карского моря.
Административно относится к Тазовскому району Ямало-Ненецкого автономного округа, однако вплотную прилегает к границе с Таймырским районом Красноярского края.
Наиболее популярным видом рыб для ловли на озере Периптавето является щука и нельма. Также обитает пелядь.